# Isa Melsheimer
Isa Melsheimer   (Neuss, 1968) és una escultora alemanya, artista d'objectes i instal·lacions, pintora i professora universitària.

## Biografia
Isa Melsheimer va créixer a una vinya a Reil, Mosel·la. De 1991 a 1997, va estudiar pintura a la Hochschule der Künste Berlin (ara Universitat de les Arts de Berlín) amb classes magistrals de Georg Baselitz.
Després d'un semestre com a substituta a la classe de Björn Dahlem a la Universitat Bauhaus de Weimar i com a convidada a una càtedra de dibuix experimental a la Universitat d'Art de Braunschweig, des de l'hivern de 2022 és professora de ceràmica al programa de Belles Arts de l' Acadèmia de Belles Arts Muthesisus de Kiel.

## Treballs
En el seu treball artístic, Isa Melsheimer tracta l'entorn construït i explora les condicions pel seu disseny i ajustament. Està interessada en la història dels estils arquitectònics, especialment el llegat del Modernisme i de l'arquitectura concreta dels anys 50 i 70, així com la influència dels humans en la natura. Un dels focus del seu treball se centra en paisatges vius surrealistes, sovint fràgils, i habitatges improvisats.
Les instal·lacions específiques a Melsheimer desconcerten lúdicament els espais arquitectònics i urbans barrejant records subjectius, esdeveniments actuals, símbols i metàfores. A les exposicions per exemple, mostra la tensió espacial feta amb cordes inspirant-se en estructures de closca.
Una altra sèrie d'obres són els gouaches en què es citen icones arquitectòniques i del disseny i, juntament amb motius naturals (animals, plantes), muten a espais fantàstics.
Isa Melsheimer treballa amb materials senzills com la ceràmica, el formigó, el vidre, el metall, la fusta, però també amb fils i teixits, plantes, mobles i objectes quotidians.

## Projectes
- 2014: THE BEE TREASURE.. Festival Internacional d'Estiu 2014, Kampnagel Hamburg, direcció artística i coreografia: Barbara Schmidt-Rohr; instal·lació/conjunt/vestiments: Isa Melsheimer; coreografia: Frank Willens i Maria F. Scaroni; dramatúrgia: Thomas Schaupp; música/so: Richard von der Schulenburg
- 2011: EXPEDACTION: Le Corbusier, Pierre Jeanneret, Charlotte Perriand. Taller O32c, Berlín amb Arno Brandlhuber i Christopher Roth
- 2010: gimme shelter. Estrena: 13.05.2010, Live Art Festivals 2010, Kampnagel Hamburg; coreografia i actuació: Frank Willens i Ulrike Bodammer amb el seu fill Elijas; instal·lació: Isa Melsheimer; dramatúrgia: Robert Steijn; llamp: Bruno Pocheron; idea i concepte: Irmela Kastner i Barbara Schmidt-Rohriii; "Oceanfront Nights" amb Arno Brandlhuber Art Basel/Miami Beach; Concrete Society, Conferència sobre el xoc ideològic, destrucció arquitectònica i objectes brutals; Concrete Society amb Arno Brandlhuber, Anna-Catharina Gebbers, Bibliothekswohnung; Projecte d'exposició: Blickwechsel. Instal·lació “Unloved Plants” al Forstgarten/Museum Kurhaus Kleve
- 2009: The life of the shell. Dins del projecte 31PLUS1 de Generali Deutschland Holding AG, Colònia

## Premis i beques (selecció)
- 2017: Fogo Island Arts Residency, Fogo Island, Canadà
- 2015: Premi Marianne Werefkin, dones artistes de Berlín 1867 e. V.
- 2013: Beca de residència, Acadèmia Alemanya Roma Villa Massimo[7]
- 2012: Institut für Auslandsbeziehungen e. V., beca de finançament d'exposicions i residència, Goethe-Institut Lisboa, Portugal
- 2010: Beca del projecte de la Fundació Kunstfonds Bonn
- 2008: Beca del Senat de Berlín per Istanbul i Premi d'Art de la Ciutat de Nordhorn
- 2007: Residència Villa Aurora, Los Angeles
- 2005: Beca The Chinati Foundation, Marfa, Texas i Beca Civitella Raniere Foundation, Umbertide, Itàlia
- 2002: Beca Stiftung Kulturfonds, Berlín i Premi Glenfiddich d'Art Jove
- 2001: Beca Schloss Plüschow, Mecklenburg
- 1999: Beca Künstlerhaus Schloss Balmoral, Bad Ems

## Exposicions (selecció)

### En solitari
- 2022: Concrete Bodies are Finite, Centre international d'art et du paysage Île de Vassivière
- 2021: Compost, MAMAC | Museu d'Art Modern i d'Art Contemporani
- 2020: Der unerfreuliche Zustand der Textur. KINDL – Centre d'Art Contemporani, Berlín
- 2018: Pluja, Le 19 Crac, Montbéliard; L'any de la balena. Arts Illa Fogo; Meatboliten. Kunstverein Heppenheim, Heppenheim;[8] Psychotropische Landschaften. Städtische Galerie Delemenhorst, Delmenhorst[9]
- 2017: Der tote Palast zitterte – zitterte! Mies van der Rohe Haus Berlín
- 2015: Vivim al paisatge urbà i, després d'una caminada, fem compres al futurisme. Art3, València; Contrastbedürfnis. Ernst-Barlach-Haus, Hamburg; Exàmens dels orígens. Quartz Studio, Torí
- 2014: Synapsen. Ikob – Museu d'art contemporani, Eupen Bèlgica
- 2012: Vermilion Sands i altres històries del Neon West. Santa Monica Museum of Art, EUA
- 2010: Mittelland. Kunsthaus Langenthal, Suïssa; Carré d'art, N'és, França
- 2008: Fremdenzimmer. Fundació Arp Museum Bahnhof Rolandseck, Remagen
- 2007: Museu Mönchehaus Goslar
- 2005: The Chinati Foundation, Marfa Texas
- 2004: Corredors. Bonnefantenmuseum, Maastricht
- 2003: Kunstverein Arnsberg
- 1999: Künstlerhaus Mousonturm, Frankfurt del Main

### Grup
- 2023: Fragment of an infinite discourse. Lenbachhaus, Munich; Pride and Prejudice. University Gallery of the Angewandte in Heiligenkreuzerhof Vienna; High Spirits. Monopol Berlin, Berlin
- 2022: It is the scenery that moves. Brotéria, Lisbon; Delivery Hero. O P E N Berlin, Isa Melsheimer & Oliver Mark; Rohkunstbau XXVII Altdöbern Castle; Venican stars. Art Museum Chur, Switzerland; Blanc de Blancs. Villa Schöningen, Potsdam
- 2021: I never wanted to be a constructivist! Kunstverein Pforzheimvi; 6 of 60 | Black + White. Käthe-Kollwitz-Museum, Berlin; FRagile. Municipal Museums Heilbronn / Kunsthalle Vogelmann, Heilbronn; Rituals of the present. Künstlerhaus Sootbörn, Hamburg; Anything Goes? Berlin Architectures of the 1980s, Berlinische Galerie, Berlin
- 2020: Glass and concrete. Manifestations of the impossible. MARTa Herford; On everyone’s lips. Wolfsburg Art Museum; My father, my neighbors, my friends and their friends. Haubrok foundation FAHRBEREITSCHAFT, Berlin; Everything in Wonderland. Nassauischer Kunstverein Wiesbaden
- 2019: Made in Marl. Sculpture Museum Glaskasten Marl
- 2018: Room XVII. Werkhalle wiesenburg, Berlin; Frozen to Pieces. Gussglashalle, Berlin; Art Biesenthal. Biesenthal; Belonging to a Place. Gallery at the Embassy of Canada, Washington, USA; Women House. National Museum of Women in the Arts, Washington, USA
- 2017: Stories of Nature. Museum of Modern Art Ludwig Foundation (mumok), Vienna; Urban Lights Ruhr. Urban Space Marl and Sculpture Museum Glaskasten Marl; Between Spaces. Center for Art and Public Space, Biesdorf Palace, Berlin
- 2016: Ready for the stage/1st act. Arp Museum Bahnhof Rolandseck Foundation, Rolandseck; Concrete. Kunsthalle Wien, Vienna; Microscopie du banc. Mirco Onde, Center d'art de L'Onde, Wélizy-Villacoublay; France
- 2015: the difficult space. kunsthaus muerz, Mürzzuschlag, Austria; Parc de Sculptures Contemoraines. Domaine Du Muy, Le Muy, France; Harmony and upheaval reflections of chines landscapes. Marta Herford; variations LE CORBUSIER. Chateâu de Carros, Carros France; Tapisserie? De Picasso à Messager. Musée des Beaux-Arts; Angers France; (im)possible! Artist as architects. Mara Herford; Hunters & collectors in contemporary art. Villa Merkel, Esslingen
- 2014: Hunters & collectors in art. Morsbroich Museum, Leverkusen; What models can do. Museum for Contemporary Art, Siegen; Rapunzel & Co. Of towers and people in art. Arp Museum Bahnhof Rolandseck Foundation; Contradictory Contours / Spaces and Interspaces. Märkisches Museum Witten; Fata morgana. Ikob – Museum of Contemporary Art, Eupen Belgium
- 2013: Power. Delusion. Vision. The tower and urban giants in sculpture. Municipal Museum, Heilbronn; Schauplatz Stadt. Mülheim an der Ruhr; HANDARBEIT Material and symbolism. Museum Kunst der Westküste, Alkersum/Föhr
- 2012: Garden of Eden. Palais de Tokyo, Paris; 30 artists / 30 rooms. Neues Museum Nürnberg
- 2011: Mondes inventés, Mondes habités. Musée d'Art Moderne Grand-Duc Jean (Mudam), Luxembourg; Interior Worlds. Museum Kunst der Westküste, Alkersum/Föhr; Pamphile Show #3. Falckenberg Collection Hamburg; Capitain Pamphile. Deichtorhallen, Hamburg
- 2010: 15 years Villa Aurora – Transatlantic Impulses. Academy of Arts, Berlin; (re)designing nature. Künstlerhaus, Vienna; Solde migratoire. Biennale de Belleville, Paris; FischGrätenMelkStand. Temporary Kunsthalle Berlin
- 2009: Cologne Sculpture 5. Sculpture Park Cologne; New light at the lake. Maschsee, Hannover; Le Travail de Rivière. Center d'art contemporian d'Ivry-le Crédac, Ivry-sur- Seine
- 2008: On Produceability. Alti Aylik, Istanbul, Turkey; Lizabaeth Oliveria L.A., Los Angeles
- 2007: M for M. Time Festival, S.M.A.K., Ghent, Belgium; Stedelijk Museum voor Actuele Kunst, Ghent
- 2006: Objects. Badischer Kunstverein, Karlsruhe, Germany; Asterism, Artists Living in Berlin. Museo Tamayo Arte Contemporáneo, Mexcio City
- 2005: Light art from artificial light. ZKM Center for Art and Media, Karlsruhe
- 2004: The built, the unbuilt, and the unbuildable. Overgaden, Copenhagen
- 2003: un-built cities. Bonn Art Association; Small talk- Performative Installation #2. Lily van der Stokker, museum Ludwig, Cologne
- 2001: new Heimat. Frankfurter Kunstverein, Frankfurt am Main

## Col·leccions (selecció)
Les obres d'Isa Melsheimer es troben a les següents col·leccions públiques:
- Arp Museum Bahnhof Rolandseck, Rolandseck
- Bonnefantenmusuem, Maastricht
- Berlinische galerie, Museu d'Art Modern, Berlín
- Carré d'art – Musée d'art contemporain de Nîmes, França CNAP
- Centre National des Arts Plastics, França
- Collezione la Gaia, Busca, Itàlia
- Oficina Europea de Patents, Munic
- Fundació Helga de Alvear, Càceres, Espanya
- Institut d'art contemporani de Villeurbanne, França
- Künstlerhaus Schloß Balmoral, Fundació Renània-Palatinat, Bad Ems
- Mudam, Luxemburg
- Museu Ludwig, Colònia
- Parc de Sculptures Contemporaines, Domaine Du Muy, Le Muy, França
- Col·lecció Deutsche Bank, Frankfurt
- Col·lecció Falckenberg, Hamburg
- Col·leccions Philara, Düsseldorf
- Col·lecció d'Art Contemporani de la República Federal d'Alemanya
- SMAK Stedelijk Musum voor Actuele Kunst, Gant, Bèlgica

## Publicacions (selecció)
- Annett Reckert (Hrsg.): Isa Melsheimer – Psychotropische Landschaften. Städtische Galerie Delmenhorst, Delmenhorst 2018, ISBN 978-3-944683-24-9.
- Mies van der Rohe haus (Hrsg.): Isa Melsheimer – der tote Palast zitterte – zitterte! form + zweck, Berlín 2017, ISBN 978-3-947045-05-1.
- Karsten Müller (Hrsg.): Isa Melsheimer – Kontrastbedürfnis. Verlag für Moderne Kunst, Wien 2015, ISBN 978-3-903004-50-4.
- Kunsthaus Langenthal (Hrsg.): I sa Melsheimer, Mittelland. Langenthal 2010, ISBN 978-3-905817-26-3.
- Städtische Galerie Nordhorn (Hrsg.): Isa Melsheimer – Kunstpreis der Stadt Nordhorn 2008. Städtische Galerie, Nordhorn 2009, ISBN 978-3-922303-65-7.
- Klaus Gallwitz (Hrsg.): Isa Melsheimer – Fremdenzimmer. Arp-Museum Bahnhof Rolandseck, 2008, ISBN 978-3-937572-92-5.